# Ulrich Dehlinger
Ulrich Dehlinger (* 6. Juli 1901 in Ulm; † 29. Juni 1981 in Stuttgart) war ein deutscher Physiker.

## Leben
Von 1919 bis 1923 studierte der Sohn von Alfred Dehlinger Mathematik und Physik in Tübingen (1919–1921), Stuttgart (1921–1924) und München (1922). Wie schon sein Vater gehörte er ab 1919 der Tübinger Königsgesellschaft Roigel (1933–1935 Tübinger Burschenschaft Roigel) an. Nach dem Diplom 1923, der Promotion 1925 zum Dr.-Ing. und der Habilitation 1929 war er von 1934 bis 1969 Abteilungsleiter am Kaiser-Wilhelm- bzw. Max-Planck-Institut für Metallforschung. Von 1938 bis 1969 war er ordentlicher Professor (bis Oktober 1958 Persönlicher Ordinarius) an der TH Stuttgart.

## Schriften (Auswahl)
- Gitteraufbau metallischer Systeme. Leipzig 1935, OCLC 312371306.
- Chemische Physik der Metalle und Legierungen. Leipzig 1939, OCLC 23320794.
- Grundbegriffe der Physik. Stuttgart 1949, OCLC 65137559.
- Theoretische Metallkunde. Berlin 1968, OCLC 925406757.